# Mountain Championship 1931
Mountain Championship 1931 je bila petindvajseta in zadnja neprvenstvena dirka v sezoni Velikih nagrad 1931. Odvijala se je 17. oktobra 1931 na britanskem dirkališču Brooklands.

## Rezultati

### Dirka
| Poz | Št | Dirkač              | Moštvo    | Dirkalnik        | Krogi | Čas/Odstop |
| --- | -- | ------------------- | --------- | ---------------- | ----- | ---------- |
| 1   | 3  | Henry Birkin        | Privatnik | Maserati 26M     | 15    | 14:26,0    |
| 2   | 2  | Malcolm Campbell    | Privatnik | Mercedes-Benz SS | 15    | + 24,0 s   |
| 3   | 6  | Clifton Penn-Hughes | Privatnik | Bugatti T35T     | 15    | + 34,0 s   |
| 4   | 4  | Chris Staniland     | Privatnik | Bugatti T37A     | 15    | + 47,6 s   |
| 4   | 7  | Brian Lewis         | Privatnik | Talbot 105       | 15    | + 1:07,0   |
| 4   | 5  | Francis Howe        | Privatnik | Delage 15SB      | 15    | + 1:12,8   |
| Ods | 8  | Leon Cushman        | Privatnik | Austin 7         | 4     |            |
| Ods | 9  | Harold Aldington    | Privatnik | Frazer Nash      | 2     |            |
| DNA | 1  | Raymond Mays        | Privatnik | Villiers         |       |            |